# Pinguicula antarctica
Pinguicula antarctica är en tätörtsväxtart som beskrevs av Vahl. Pinguicula antarctica ingår i släktet tätörter, och familjen tätörtsväxter. Inga underarter finns listade i Catalogue of Life.